# Busseto (stacja kolejowa)
Busseto (włoski: Stazione di Busseto) – stacja kolejowa w Busseto, w regionie Emilia-Romania, we Włoszech. Znajdują się tu 2 perony. Położona jest na linii Cremona-Fidenza.
Stacja posiada dwupiętrowy budynek. Usług dla podróżnych są nieobecne z powodu niskiej frekwencji.
Stacja posiada dwa perony, połączone przejściem, drugi jest stosowany w przypadku mijanki.